# Gadilina pachypleura
Gadilina pachypleura är en blötdjursart som beskrevs av Charles Hercules Boissevain 1906. Gadilina pachypleura ingår i släktet Gadilina och familjen Gadilinidae. Inga underarter finns listade i Catalogue of Life.